# Gelis karakurti
Gelis karakurti là một loài tò vò trong họ Ichneumonidae.